# Catalunya Cristiana
Catalunya Cristiana és un setmanari d'informació i de cultura religiosa fundat el 29 de setembre de 1979 per iniciativa de dos sacerdots: Joan Evangelista Jarque i Jutglar i Francesc Malgosa Riera. Des de sempre es publica en català i castellà. La publicació també arriba arreu del món gràcies als missioners. El 1991 tenia un tiratge de 10.000 exemplars en català i 2000 en castellà. El 1995 tenia un tiratge de 11.000 exemplars. És editat per una fundació proper al bisbat de Barcelona.

## Història
Tal com explica el fundador, Joan Jarque, no van apostar per un setmanari «només catòlic», com la publicació francsa La Vie, l'italiana Famiglia Cristiana o Le Pélerin, sinó per una premsa setmanal d'Església; un òrgan de comunicació escrita, posat en mans dels bisbes de Catalunya com un instrument pastoral i demanat pel Concili Vaticà II segons el decret sobre la comunicació social del papa Giovanni Montini al decret Inter mirifica, instat i especificat en el document conciliar Comunio et progressio.
L'objectiu dels fundadors de Catalunya Cristiana era fer una publicació sobre l'actualitat religiosa a Catalunya centrada, en l'Església catòlica. Els articles d'opinió en serien un dels pilars fonamentals. Qui també representaria un fonament molt important en el moment del naixement del setmanari era el bisbe Joan Carrera i Planas (1930-2008), un dels principals impulsors que va escriure a Catalunya Cristiana durant molts anys. Fins que va morir, es va encarregar de la columna Ara mateix, que apareixia a la contraportada de cada número.
L'any 2009 Catalunya Cristiana va celebrar el 30è aniversari i es va modernitzar la publicació. En primer lloc, es va presentar un nou disseny i es va ampliar el nombre de col·laboradors. Alguns són Sebastià Taltavull, Francesc Torralba, el Hilari Raguer, Lucía Caram, la Montserrat Esteve, Francesc Nicolau, Fra Valentí Serra de Manresa, etc.
Un altre dels objectius de la nova etapa era el tractament dels temes socials amb un compromís més ferm i la voluntat d'afavorir la formació d'un laïcat compromès. Per això, es van posar en marxa dos suplements: el CatcristEstiu, per als mesos de juliol i agost; i el CatcristRecursos, un suplement de formació bíblica, catequètica i litúrgica. Alhora van crear la presència a Internet a les xarxes socials Facebook, Twitter, Instagram i YouTube.
A partir de l'any 2009, Catalunya Cristiana comparteix redacció amb  Ràdio Estel, una emissora que segons AGM el 2024 tenia 16.000 oients.

## Directors
Catalunya Cristiana ha estat dirigida per: Joan Evangelista Jarque i Jutglar (1979– 993), Manel Valls Serra (1993–1998), Núria Oriol Palarea (1998–1999), R. Octavi Sánchez (1999–2008), Jaume Aymar i Ragolta, director de Catalunya Cristiana i Ràdio Estel (2008–2021), Miquel Ramón Fuentes (2021–2022) i Òscar Martí Navarro (2022 – en el càrrec).

## Col·laboradors i redactors
L'equip de redacció de Catalunya Cristiana té deu persones als Països Catalans i deu corresponsals de les diòcesis catalanes. Normalment, hi ha uns vint-i-cinc col·laboradors per número. Alguns són aquests: Josep Miquel Bausset, monjo de Montserrat;  Pilarín Bayés, il·lustradora;  Lucía Caram, monja dominica contemplativa; Antonio Gil, periodista; Ignasi Miranda, periodista i locetor a Ràdio Estel; Victòria Molins, teòloga; Joan Pallarès-Personat, historiador; Andreu Sotorra i Agramuntee Sebastià Taltavull, bisbe de MallorcaI, Leticia Soberón, consultora de comunicació a la Santa Seu;  Cinto Busquet; Andreu Ibarz; Joan Lluís Pérez Francesch; Peio Sánchez; Francesc Nicolau i Pous, sacerdot i matemàtic, i Valentí Serra de Manresa, frare caputxí.